# Next Destination
「Next Destination」（ネクスト・デスティネーション）は、高垣彩陽の楽曲。mavieが作詞、藤田淳平が作曲を手掛けた。高垣の6枚目のシングルとして2013年8月14日にミュージックレインから発売された。

## 概要
前作「月のなみだ」から、約1年2か月ぶりとなる2013年1枚目のシングル。
表題曲「Next Destination」は、テレビアニメ『戦姫絶唱シンフォギア』の第2期『戦姫絶唱シンフォギアG』のエンディングテーマとなっている。これで高垣は、同シリーズのエンディングテーマを2期連続で担当したことになった（両オープニングテーマは水樹奈々が担当）。また、同作品のエンディングテーマだった4枚目シングル「Meteor Light」同様、作詞をmavie、作・編曲を音楽集団Elements Gardenの藤田淳平がそれぞれ担当した。
PVは、「スピード感と近未来の自然」の二面性のある映像になっている。
2曲目の「Will」は、シンガーソングライターの星村麻衣が楽曲提供を行った。表題曲とはガラリと雰囲気を変えたバラードナンバーとなっている。また、3曲目の「Memory」は、ミュージカル『CATS』のナンバー。ソロコンサートツアーで高垣がカバーした同曲に、籠島裕昌がアレンジを加えたバージョンである。
発売形態は、初回生産限定盤・通常盤・期間生産限定アニメ盤の3形態リリースとなっている。高垣にとってアニメ盤の発売は初となる。初回限定盤と通常盤の蝶と花びらのジャケットは「前向きな旅立ち」がテーマとなっている。期間生産限定アニメ盤のジャケットは、高垣の要望によるもので、『戦姫絶唱シンフォギアG』のメインキャラクターである立花響、風鳴翼、小日向未来、そして高垣自身が声をあてている雪音クリスの3人がランチ中の絵が描かれている。アニメ盤のみ、「Next Destination」のTVサイズロングイントロver.が収録されている。

## 収録曲
CD

### 初回限定盤・通常盤
1. Next Destination [4:34]
  - 作詞：mavie、作曲・編曲：藤田淳平（Elements Garden）
  - テレビアニメ『戦姫絶唱シンフォギアG』エンディングテーマ
  - 直訳すると「次の目的地」。「前向きな別れ」「旅立ち」がテーマとなっている[6]。作中の詞は、アニメの原作者の一人である金子彰史が出したテーマやメッセージを元に作られている[4]。高垣曰く「作品の展開に密に寄り添う楽曲になっている」という。
2. Will [5:02]
  - 作詞・作曲：星村麻衣、編曲：川端良征・星村麻衣
  - 高垣は「聴く時期や状況によって感じるものが変化してゆく楽曲」と語っている[4]。
3. Memory [4:28]
  - 作詞：トレヴァー・ナン・T.S.Eliot、作曲：Andrew Lloyd Webber、編曲：籠島裕昌
  - ミュージカル「CATS」で登場するグリザベラが歌う楽曲。前述にも記載した通り、高垣のソロツアーがきっかけで形に残る一曲になったという。高垣は「新しい明日への希望を感じるナンバー」と語っている[4]。

### 期間生産限定アニメ盤
1. Next Destination
2. Will
3. Memory
4. Next Destination（TVサイズロングイントロ ver.） [2:26]

DVD（初回限定盤のみ）
1. Next Destination（Music Clip）
2. Next Destination（TV Spot 15sec+30sec）